# Alexander Tschäppät

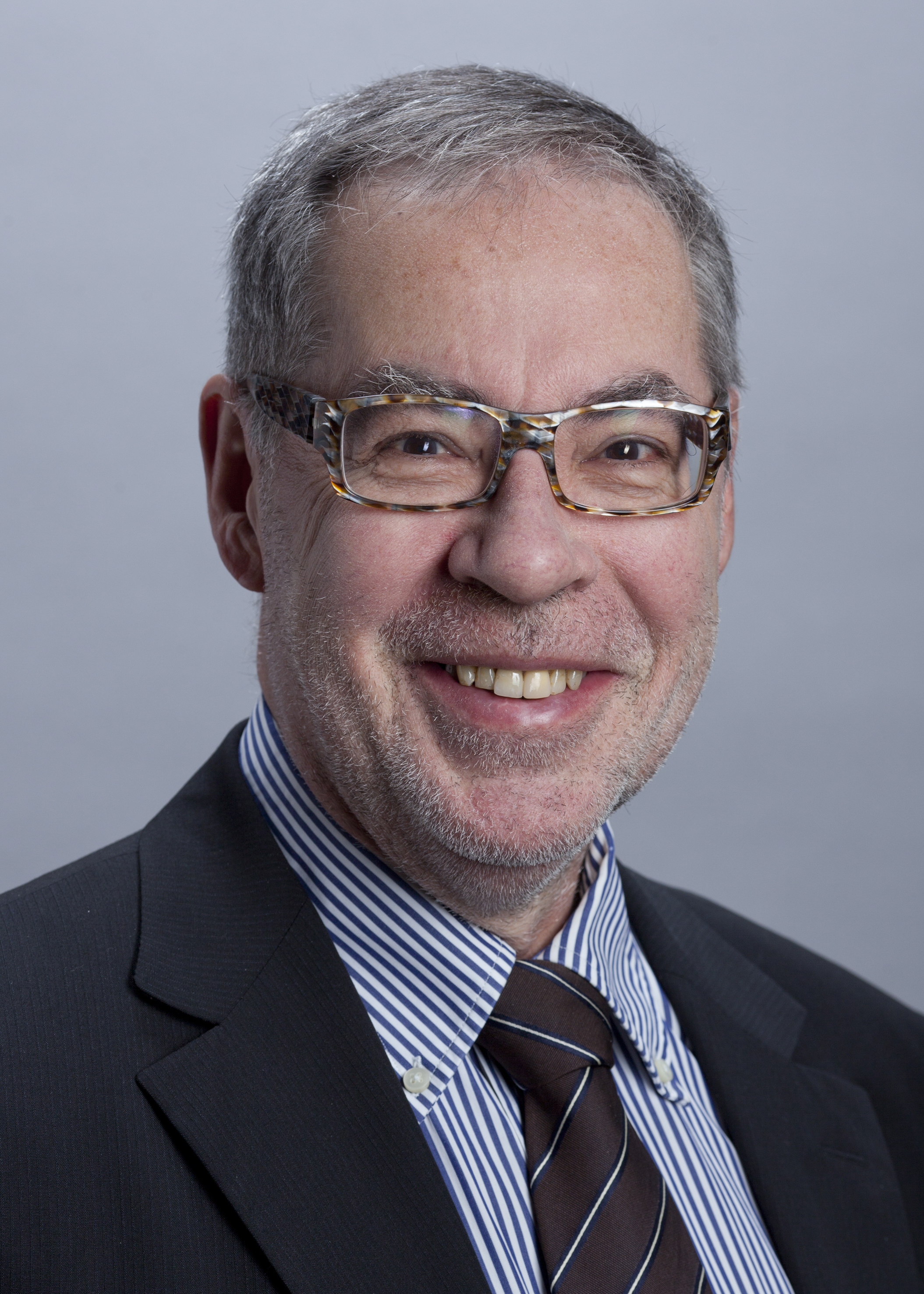
Alexander Tschäppät (2011)

Alexander Markus Tschäppät (* 16. April 1952 in Bern; † 4. Mai 2018 ebenda; heimatberechtigt in Bözingen) war ein Schweizer Politiker (SP). Von 1991 bis 2003 und von 2011 bis 2018 war er Nationalrat, von 2005 bis 2016 Berner Stadtpräsident.

## Leben

Alexander Tschäppät (1987)

Der Sohn des ehemaligen Berner Stadtpräsidenten Reynold Tschäppät studierte Rechtswissenschaft und wurde Fürsprecher. Er war von 1982 bis 2000 Gerichtspräsident in Bern. Von 1979 bis 1991 gehörte er dem Stadtrat (Legislative) an. Ab 2001 gehörte Tschäppät dem Berner Gemeinderat (Exekutive) an; bis 2004 führte er die Direktion für Planung, Verkehr und Tiefbau.
Am 28. November 2004 wurde er mit 61,3 Prozent der Stimmen zum neuen Berner Stadtpräsidenten gewählt. 2012 wurde er zum dritten Mal in Folge zum Berner Stadtpräsidenten gewählt. Ende 2016 trat er als Gemeinderat und Stadtpräsident zurück. Sein Nachfolger wurde Alec von Graffenried.
Von 1991 bis 2003 war er ein erstes Mal Nationalrat. Bei den Schweizer Parlamentswahlen 2011 verpasste er die Wiederwahl, konnte aber nachrutschen, als Hans Stöckli in den Ständerat gewählt wurde. Bei den Wahlen 2015 wurde er bestätigt.
Tschäppät wohnte zuletzt mit seiner Lebenspartnerin im Schosshalde-Quartier. Er hatte zwei Söhne. 
Er starb im Mai 2018 im Alter von 66 Jahren nach einer Krebserkrankung in Bern. 2018 beschloss die Berner Stadtregierung, ihm sowie Reynold Tschäppät zu Ehren eine Strasse in Bern zu benennen: die bisher namenlose Verbindung zwischen Papiermühle- und Bolligenstrasse entlang der Grossen Allmend.

## Politische Position
Tschäppät setzte sich besonders mit Fragen der Stadtentwicklung, Kultur, Bildung und Chancengleichheit auseinander. Zu «seinen» Projekten zählen der neugestaltete Bundesplatz, der 2007/2008 umgebaute Bahnhofplatz, das Zentrum Westside und das Tram Bern-West.